# Rómulo Escobar Zerman
Rómulo Escobar Zerman (Ciudad Juárez, Chihuahua, 17 de febrero de 1872 - Magdalena de Kino, Sonora, 12 de enero de 1946). Fue un educador y político mexicano, pionero en la enseñanza de la agronomía en México, ocupó el cargo de gobernador de Chihuahua durante un mes en 1930.
Nació en la entonces Villa de El Paso del Norte –hoy Ciudad Juárez– en 1872, hijo de Jesús Escobar Armendáriz uno de los primeros mexicanos en llevar a cabo estudios agrícolas en Europa y quien durante la Segunda Intervención Francesa en México destacó como partidario de la lucha republicana. Tras realizar sus estudios primarios en Ciudad Juárez, Rómulo Escobar se trasladó a la Ciudad de México donde ingresó en la Escuela Nacional de Agricultura, institución de la que se graduó como ingeniero agrónomo el 16 de noviembre de 1891. Pronto destacó en el ámbito de su profesión, siendo llamado a formar parte de la comisión mexicana en las exposiciones universales de Chicago (1893) y San Luis (1904). En 1896 junto a su hermano, Numa Escobar Zerman, también agrónomo de profesión, fundó las revistas El Agricultor Mexicano y El Hogar.
Junto a su hermano Numa se dedicó a la investigación y a la enseñanza de su profesión, fundando para ello el 21 de noviembre de 1906 en Ciudad Juárez una Escuela Particular de Agricultura, que posteriormente se convertiría en la Escuela Superior de Agricultura Hermanos Escobar, denominada así en honor de ambos y que llegaría a convertirse en la segunda institución de enseñanza agraria de mayor reconocimiento en México, solo tras la Escuela Nacional Agricultura posteriormente transformada en la Universidad Autónoma Chapingo.
De 1907 a 1909 fue director de la Escuela Nacional de Agricultura y de 1913 a 1914 durante el gobierno de Victoriano Huerta desempeñó el cargo de subsecretario de Agricultura y Fomento; desempeñó en 1912 en un corto tiempo la presidencia municipal de Ciudad Juárez, posteriormente se unió a los partidarios de la Revolución Mexicana y en 1920 fue elegido Senador suplente por el Estado de Chihuahua. El 15 de julio de 1930 el Congreso de Chihuahua lo nombró gobernador sustituto del Estado durante una licencia concedida a Francisco R. Almada, culminando su administración un mes después, el 14 de agosto del mismo año.
Entre sus publicaciones destaca la Enciclopedia Agrícola y de Conocimientos Afines que fue el más grande trabajo en la materia al momento de su publicación en México, fue miembro de numerosas sociedades científicas nacionales e internacionales y en 1940 fue premiado con la Medalla Ignacio Manuel Altamirano al mérito educativo.